# خطاف أسود

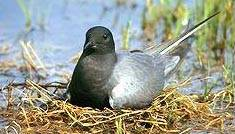

خطاف أسود (الاسم العلمي: Chlidonias niger) (بالإنجليزية: Black Tern)‏، هو طائر ينتمي إلى خطاف البحر (فصيلة: Tern).

## معرض صور

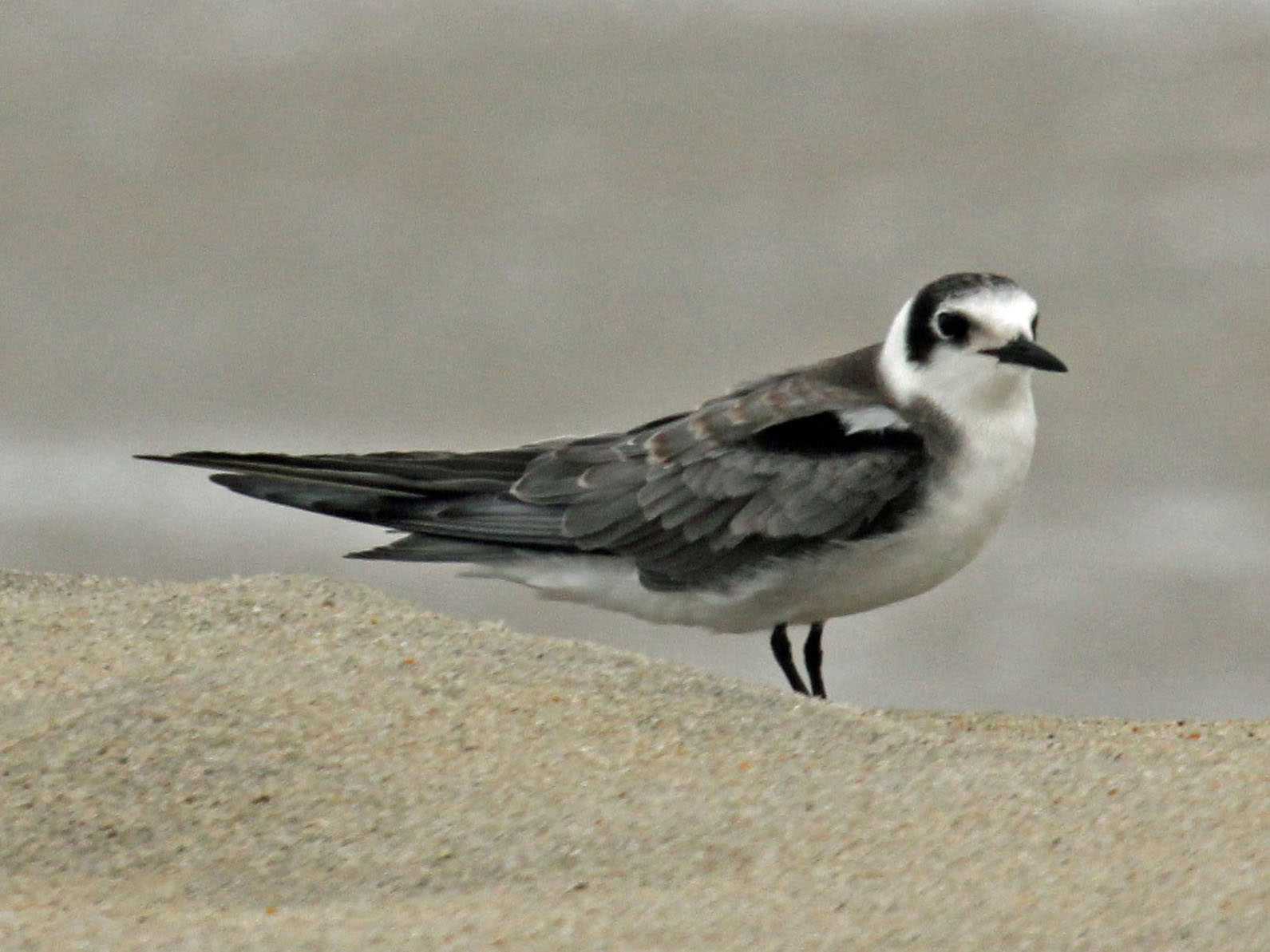
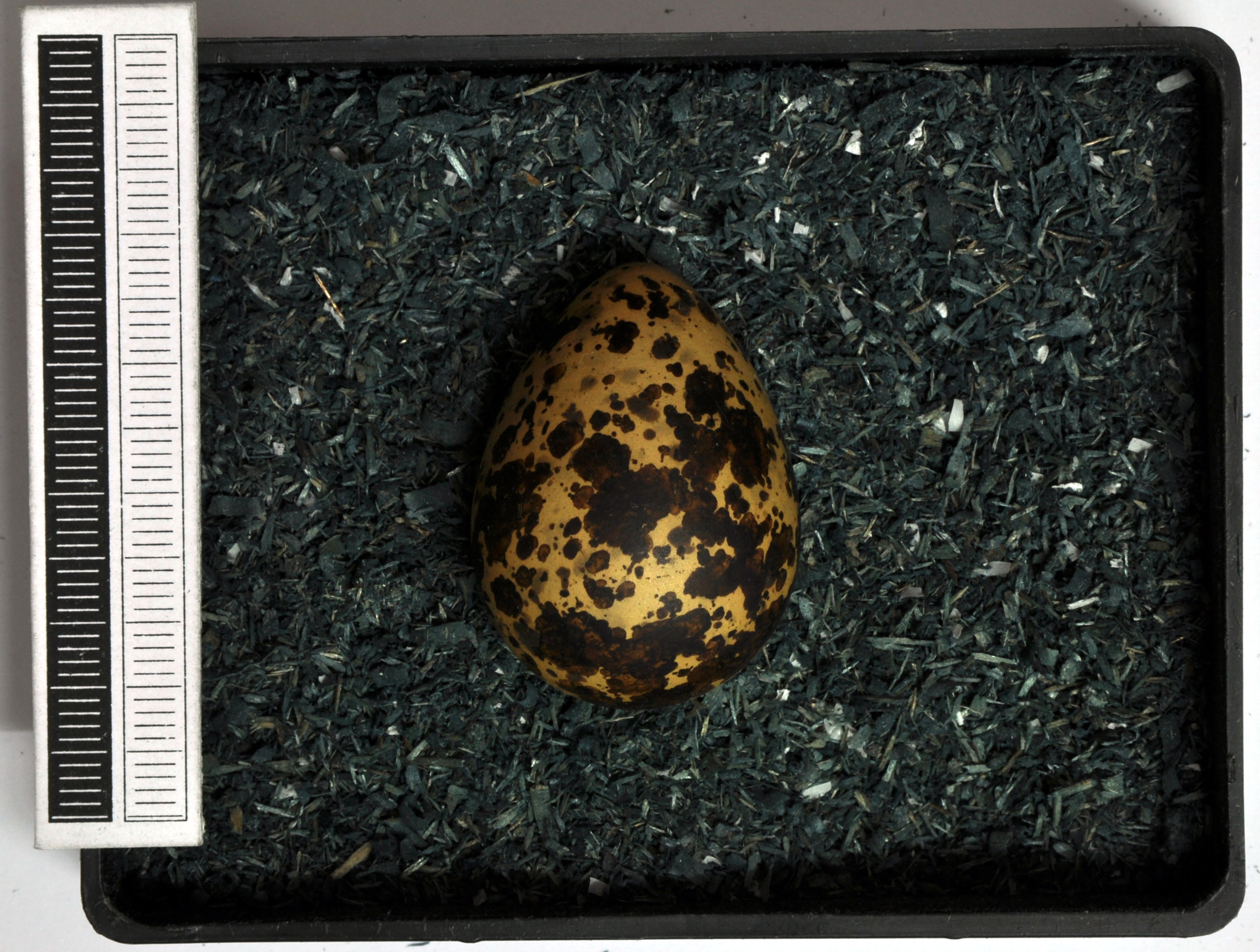
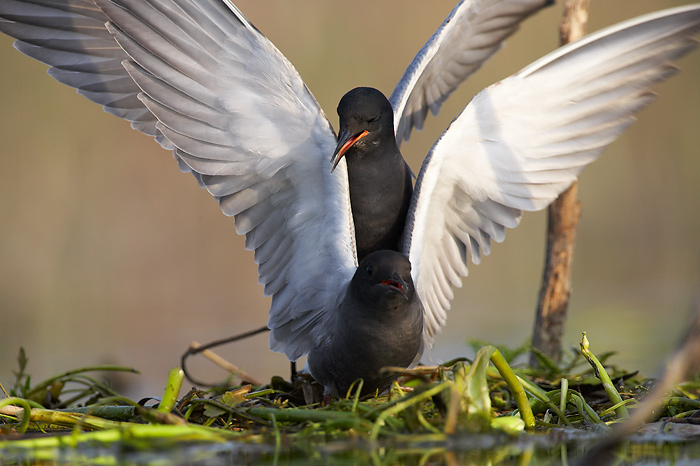
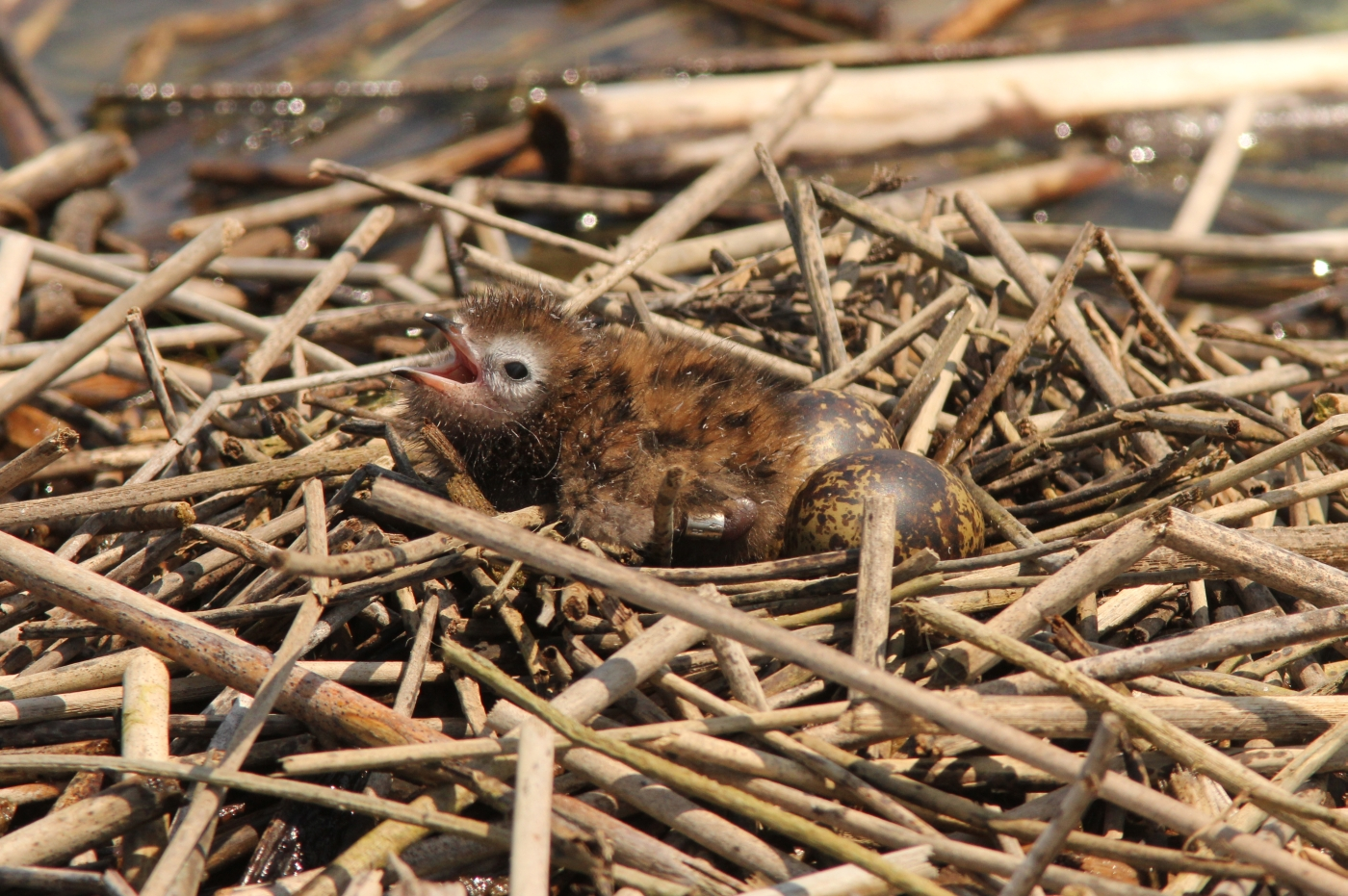
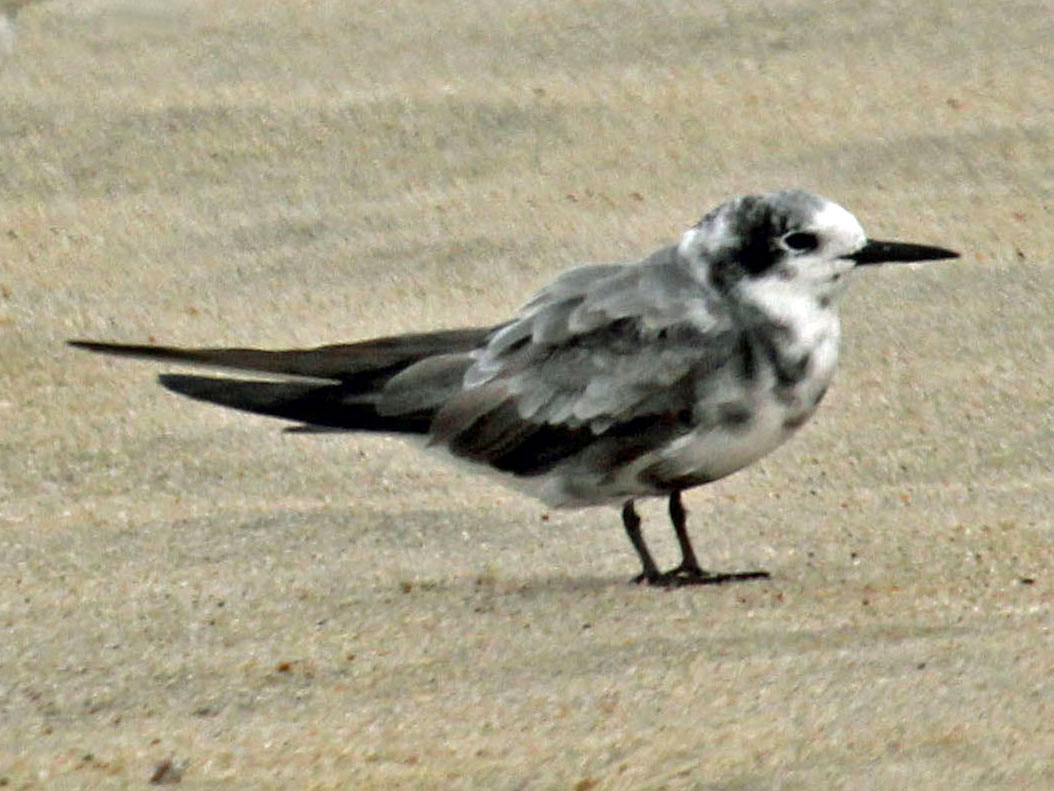
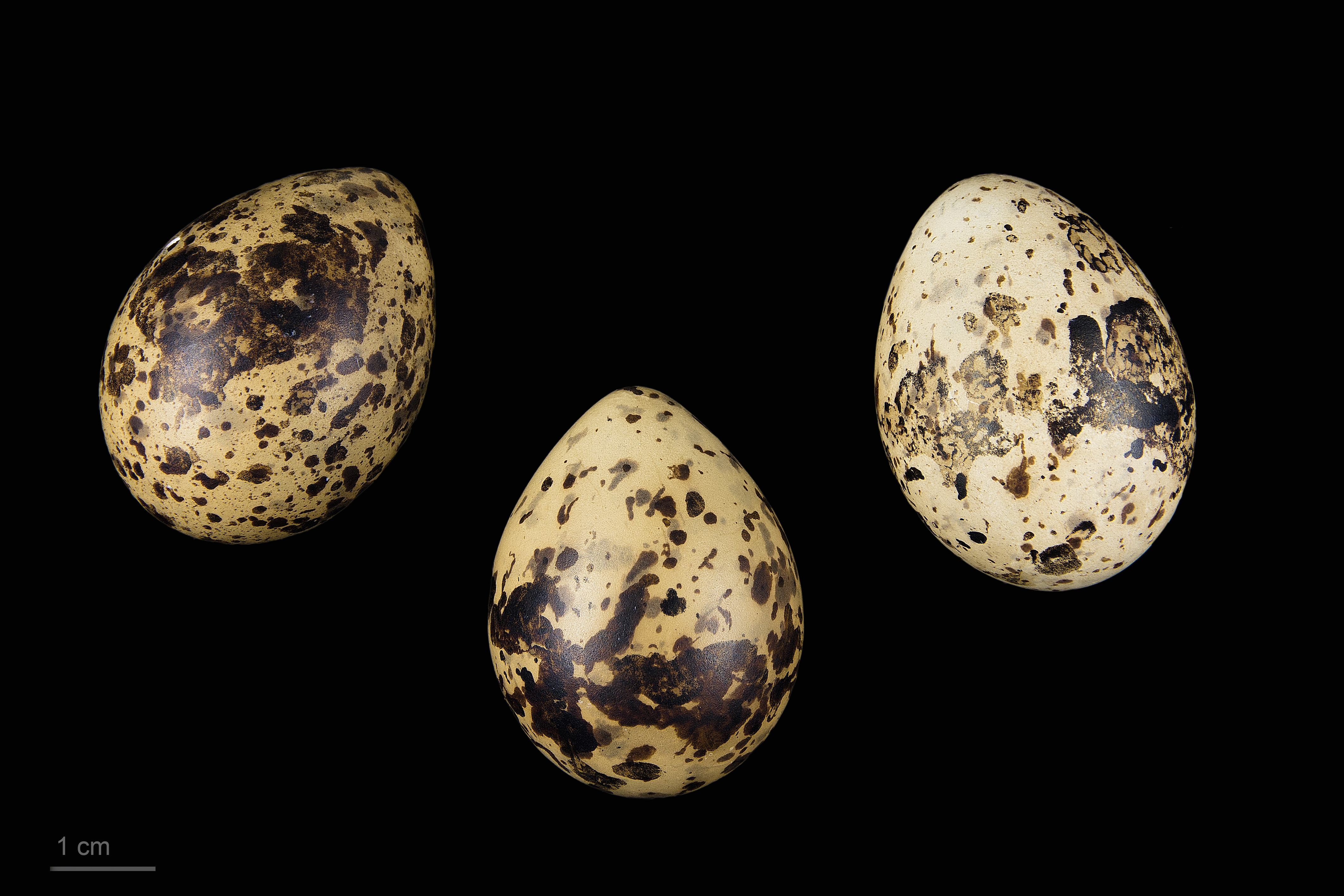
Museum specimen